# DAF XD
DAF XD — серія вантажівок повною масою 18-32 тонн, що випускаються з 2022 року і прийшла на заміну DAF CF.
Автомобілі DAF XD здобули титул «Вантажівка року» у 2023 році.

## Опис
Серія XD пропонує просторі кабіни об’ємом до 10 м3. Разом із кабіною Sleeper і Sleeper High Cab доступна денна кабіна, яка пропонує збільшений внутрішній простір у стандартній комплектації.

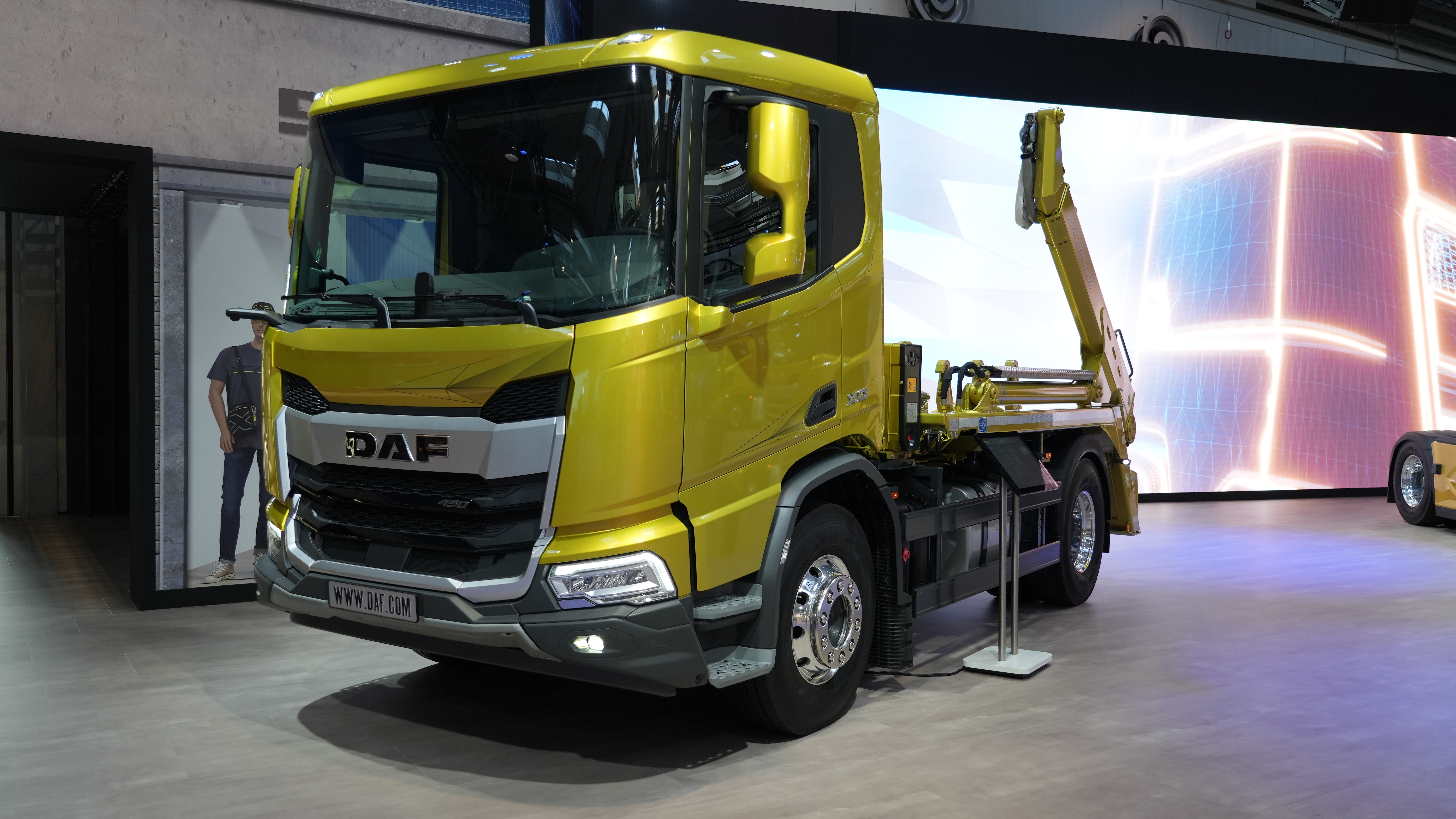
DAF XD 450 FA
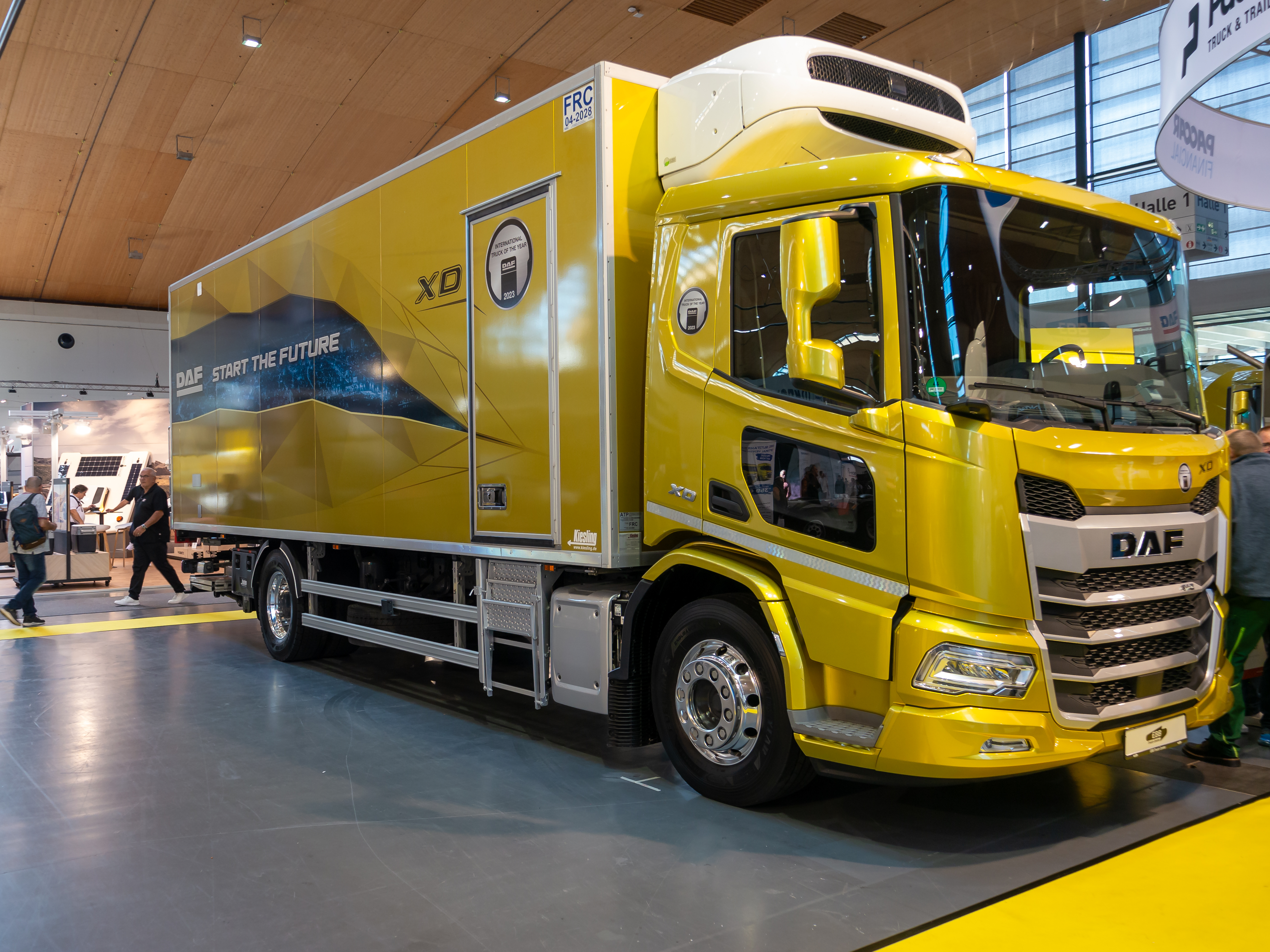
DAF XD 450 FAN

### DAF XDC

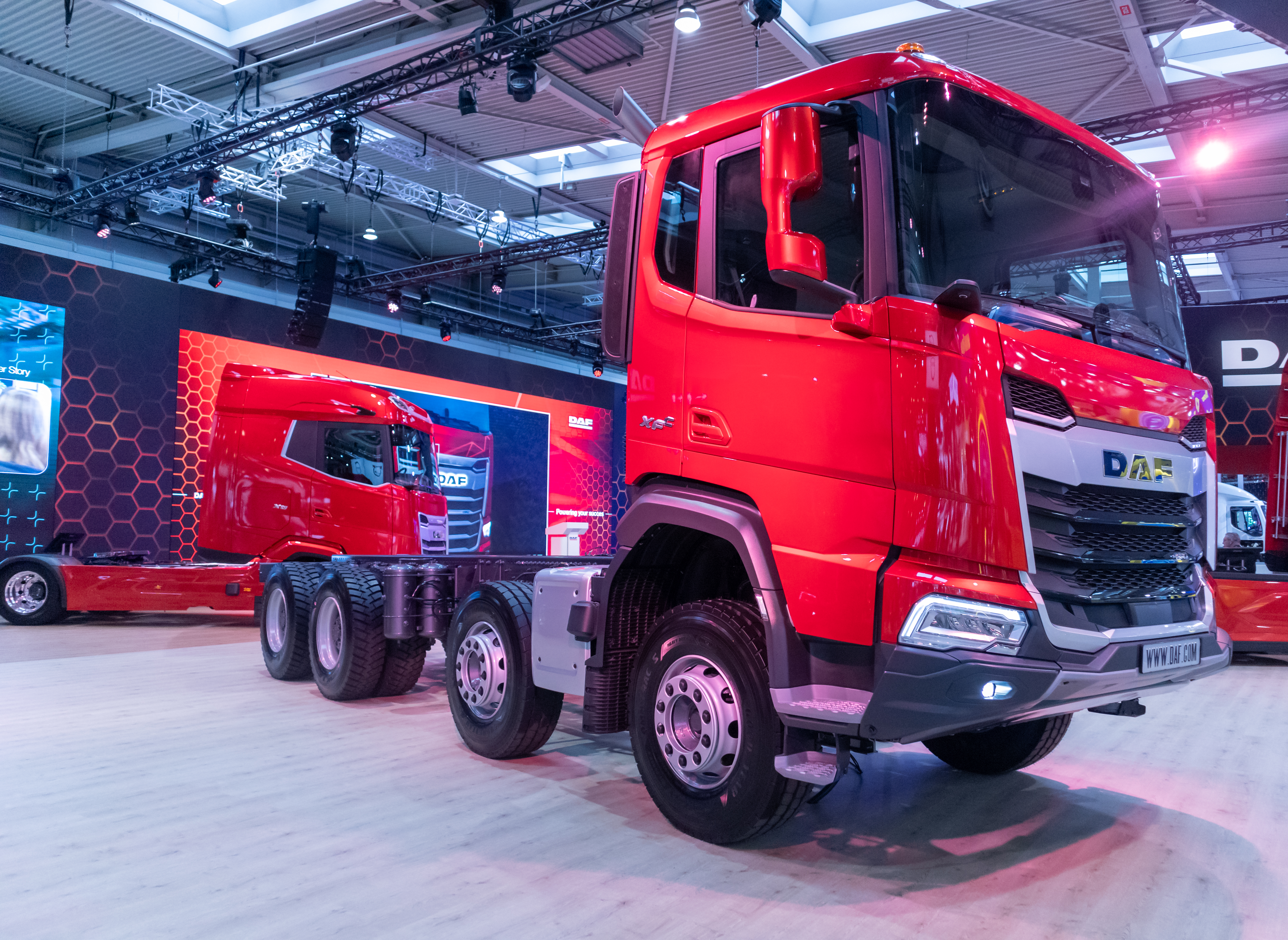
DAF XDC 460 FAD

На виставці IAA Transportation 2022 DAF також представляє DAF XDC. Ці будівельні машини оснащені дво-, три- та чотиривісними конфігураціями з одним або подвійним приводом.

## Двигуни
Дизельні двигуни PACCAR MX-11
- 367 к.с. при 1600 об/хв 1900 Нм при 900-1125 об/хв
- 408 к.с. при 1600 об/хв 2100 Нм при 900-1125 об/хв
- 449 к.с. при 1600 об/хв 2300 Нм при 900-1125 об/хв